# Megafonia
La megafonia o  sistema de reforç de so  és un sistema electromecànic dissenyat per poder amplificar el so el més fidelment possible, en aquells casos en què la distància a la font original o el volum natural d'emissió impedeixen sentir el so correctament.
Altres raons per les quals cal aquest reforç és, primer, l'acústica de l'ambient circumdant que depenent de la forma i els materials dels que està fet pot anar en detriment de la propagació correcte del so (P.E.: locals amb forta reverberació…), i segon, per la quantitat de persones que s'enfrontin a l'emissor, ja que el cos té la propietat d'absorbir el so pel seu alt contingut de líquids.
Els sistemes de megafonia bàsicament consten d'un micròfon (que capta el so produït per la font), que està connectat a un amplificador de senyal (generalment denominat "etapa de potència"), que al seu torn està connectat a un altaveu o sistema d'altaveus.

## Sistema professional
Un sistema de tipus professional consta de micròfons elegits segons el tipus de freqüències i timbres (veu humana, instruments de corda o percussió, etc.) dels emissors. Connectats a les entrades (en anglès "inputs") d'una consola o taula mescladora (en anglès: "mixer"). També es connecten (en diferents entrades i sortides) processadors de so com compressors, equalitzadors, efectes, etc. La sortida principal de la consola es connecta a un divisor de freqüències (en anglès crossover) que envia senyals complementaris a les diferents etapes de potència. A aquestes últimes van connectats els altaveus: Per a freqüències sub-greus (en anglès subwoofer) generalment són de 18 a 15 "de diàmetre, per greus i mitjans (en anglès woofer) de 15 a 10 ", i per aguts poden ser botzines amb drivers d'1" o 2", o bé tweeters de menys d'1").
Quan es tracta d'un escenari es parla de "un (o més) sistema (es) per costat" en referència a un joc de subwoofer+woofer+botzina col·locats generalment en columnes a cada costat de l'escenari.
Idealment, un sistema de megafonia ha de ser dissenyat, instal·lat i manejat per un enginyer de so.